# Стари Оскол
Стари Оскол (рус. Старый Оскол) град је у Русији у Белгородској области, град војничке славе. Налази се на обалама реке Оскол. У близини је град Гупкин. Стари Оскол jе други највећи град у региону. Према попису становништва из 2017. у граду је живело 223.360 становника.

## Становништво
Од 1. јануара 2017. године, град је био рангиран 91. од 1112 градова Руске Федерације по популацији.
Према прелиминарним подацима са пописа, у граду је 2010. живело 221.163 становника, 5.265 (2,44%) више него 2002.
Град је административни центар велике агломерације централне Черноземске области. Становништво Старосколско-Губкинског агломерације је нешто више од 410 000 људи.
| 1939.  | 1959.  | 1970.  | 1979.   | 1989.   | 2002.   | 2010.   | 2017.   |
| ------ | ------ | ------ | ------- | ------- | ------- | ------- | ------- |
| 10.946 | 27.474 | 51.533 | 114.946 | 173.917 | 215.898 | 221.085 | 223.360 |

## Административно-територијална подела града
Урбано подручје "Стари Оскол" укључује административно-територијалне јединице без статуса правног лица.
- Североисточна део
- Југозападна део
- Југозападна индустријска зона
- Централне део
- Железничка део
- Део Котел
- Металуршка део

## Влада
Администрација Староосколског градског округа је извршни орган власти, на челу са Александром Николајевичем Сергиенко. Законодавну власт у граду и округу врши Вијеће посланика. У Вијећу има 25 мјеста. Посланици се бирају у јединственим изборним јединицама и са партијским списком.

## Почасни имена града
- Град војничке славе - од 5. маја 2011 и, у складу са председничким декретом бр. 588 "О додели почасног назива града Стари Оскол Руске Федерације" Град војничке славе".
- Град славе рада (такође Град три комсомолске градилиште) - незванично име у знак сећања на херојски рад комсомолских ентузијаста на три свесавезне градилишта - Стојленски и Лебедински ГОК, ОЕМК.
- Економски главни град Белгородског региона - евалуација Старог Оскола као града, која чини око 40 посто индустријске производње у Белгородском региону.
- Круна Светог Стефана - званични назив Старог Оскола током година окупације током Великог патриотског рата, дао по налогу Миклоша Хорти 1942. године.

## Побратимљени градови
- Залцгитер (Немачка) (са 1987)
- Асеновград (Бугарска) (са 1989)
- Мантија-Виллпуле (Финска) (са 1989)